# Клаус Йоганніс
Клаус Вернер Йоганніс (рум. Klaus Werner Iohannis; нар. 13 червня 1959, Сібіу, Народна Республіка Румунія) — румунський політик, 21 грудня 2014 обраний Президентом Румунії, діяч місцевого самоврядування та викладач етнічного саксонського походження, мер міста Сібіу (2000—2014), давній лідер Демократичного форуму німців у Румунії, у червні-грудні 2014 року очолював Націонал-ліберальну партію.

## Життєпис
У 1979—1983 роках вивчав фізику в Університеті Бабеша-Бойяї, Клуж-Напока.
У 1983—1989 роках працював вчителем у кількох школах у Сібіу. У 1989–1997 викладав у школі Liceul Brukenthal Sibiu.
1990 року став членом Демократичного форуму німців в Румунії (FDGR). Надалі, у структурах партії, що представляє німецьку меншину в Румунії, він обіймав різні посади, в 2001—2013 — був її очільником.
У 1997—2000 обіймав посаду головного інспектора освіти у Сібіу.
30 червня 2000 року був обраний мером міста Сібіу. На виборах 2004 року здобув 88,7 % голосів, на виборах 2008 року — 83,2 % голосів. 2012 року, вчетверте поспіль, був обраний на цю посаду (77,9 % голосів), яку обіймав посаду до 2014 року.
13 жовтня 2009 року, після прийняття парламентом вотуму недовіри уряду меншості Еміля Бока, Націонал-ліберальна партія (НЛП) оголосила про можливий розгляд кандидатури Клауса Йоганніса на посаду прем'єр-міністра нового тимчасового уряду.
2013 року вступив до Націонал-ліберальної партії, був обраний її віцеголовою. 28 червня 2014 року замінив Кріна Антонеску на посаді голови партії.
На початку 2023 року в телефонній розмові з Президентом України Зеленським, розкритикував Закон України «Про національні меншини (спільноти) України».
Подав у відставку з посади Президента Румунії з 12 лютого 2025 року.